# شهرستان کمپ (تگزاس)
کمپ (به انگلیسی: Camp) شهرستانی در ایالت تگزاس است. در سرشماری سال ۲۰۱۰، جمعیت این شهرستان ۱۲٬۴۰۱ نفر اعلام شد. مرکز کمپ شهر پیتسبرگ است. شهرستان کمپ در سال ۱۸۷۴ تأسیس شد.

## جغرافیا
طبق اداره آمار آمریکا، این شهرستان مساحتی در حدود ۵۲۶ کیلومتر مربع دارد.

### شهرها
- پیتسبرگ